# Казе Фелтрин (Тревизо)
Казе Фелтрин је насеље у Италији у округу Тревизо, региону Венето.
Према процени из 2011. у насељу је живело 89 становника. Насеље се налази на надморској висини од 92 м.